# Léopard de Zanzibar
 (septembre 2018).
Si vous disposez d'ouvrages ou d'articles de référence ou si vous connaissez des sites web de qualité traitant du thème abordé ici, merci de compléter l'article en donnant les références utiles à sa vérifiabilité et en les liant à la section « Notes et références ».
Panthera pardus adersi
Répartition géographique
Espèce
Espèce
Statut de conservation UICN

 PE  : Peut-être éteint
Statut CITES
Le Léopard de Zanzibar (Panthera pardus adersi) est une population de Léopard d'Afrique située sur l'Ile d'Unguja, dans l'archipel de Zanzibar, en Tanzanie. C'est le plus grand carnivore et prédateur supérieur terrestre de l'île. C'était aussi la seule variété de léopard sur l'île. En 2008, il a été considéré comme éteint en raison de la persécution par les chasseurs locaux. La multiplication des conflits entre les peuples et les léopards au XXe siècle a conduit à leur diabolisation et à des tentatives résolues pour les exterminer. Au milieu des années 1990, des chercheurs de la faune sauvage ont conclu qu’il existait peu de perspectives de survie à long terme pour la population. Mais en 2018, la découverte d'un léopard similaire a redonné espoir pour la survie de la population, bien que peu d'informations soient connues. Des recherches sont en cours pour vérifier cette découverte.

## Extermination

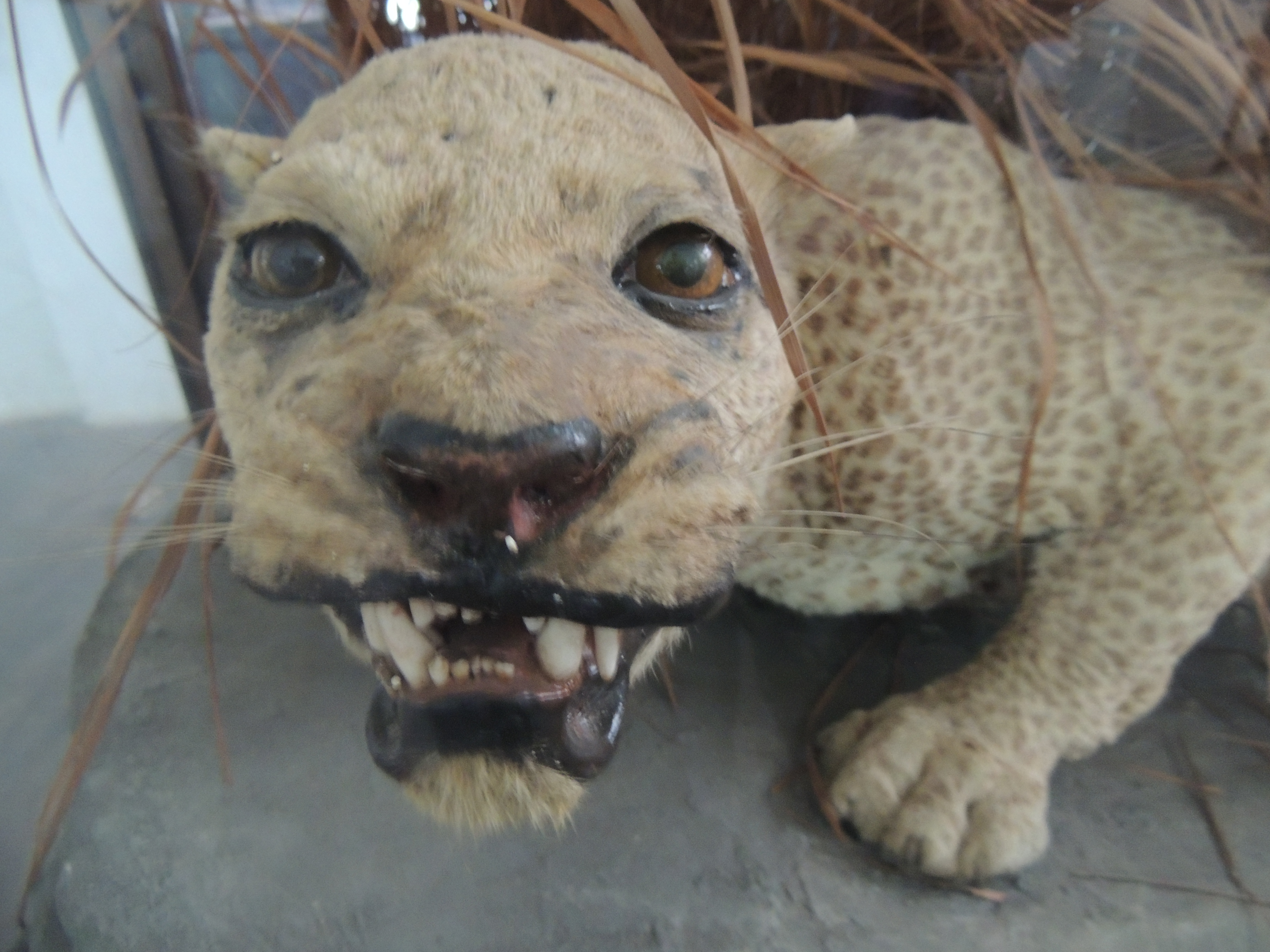
Gros plan sur la tête

Les descriptions du léopard et de ses habitudes par les Zanzibarites ruraux se caractérisent par la croyance répandue selon laquelle un grand nombre de ces carnivores sont gardés par des sorciers et envoyés par eux pour nuire aux villageois ou même les harceler. Cette croyance s'accompagne d'un ensemble complexe d'idées sur la manière dont les léopards sont élevés, entraînés, échangés, et envoyés pour répondre aux "injonctions" de leurs propriétaires. Pour les fermiers locaux, cela fournit une explication nette de la prédation par les léopards et plus généralement de leur apparition "déplacée" à proximité des fermes et des villages.

## Répartition
On le trouve sur l'Ile d'Unguja dans l'archipel de Zanzibar en Tanzanie.

## Population
Sa population compte entre 1 et 5 individus.

## Survie possible
En 2018, un piège photographique, placé pour une émission Animal Planet appelée Extinct or Alive, présenté par l'animateur Forrest Galante, a tiré des images apparentes d'un léopard sur l'île d'Unguja. Le léopard paraissait plus petit que les léopards du continent et semblait avoir un pelage marqué de petits pois pleins plutôt que par des rosettes normalement observées sur les léopards africains. D'autres investigations sont prévues afin de confirmer s'il s'agit ou non d'un léopard de Zanzibar et si une population viable existe toujours.